# 九龍巴士269R線
九龍巴士269R線是香港的一條特別巴士路線，由香港體育館單向前往天水圍（天恆邨）。
九龍巴士65R線是香港的一條特別巴士路線，由佐敦匯民道單向前往天水圍（天瑞邨）。

## 歷史
- 2004年6月5日：投入服務。只在香港體育館舉行活動散場後行走，是因應運輸署及警方為了針對日趨嚴重的非法屋邨巴士違規經營影響交通秩序，決定大力取締該等巴士線，而要求九巴開辦的特別服務，路線在紅磡香港體育館上客後便取道快速公路直達元朗及天水圍。[1]
- 港鐵九龍南線已於2009年8月16日通車，由香港體育館可乘西鐵線直達元朗及天水圍，但由於不少於香港體育館舉行的演唱會，散場時間往往已過西鐵線尾車時間（00:25由紅磡站開出），因此對本線影響不大。

## 服務時間
香港體育館開
- 於香港體育館活動完結後約15分鐘起提供服務，客滿即開

## 收費
全程：$25.9
| - 本線設有12歲以下小童及65歲或以上長者半價優惠。 - 65歲或以上香港居民使用「樂悠咭」，以及12歲以下合資格殘疾兒童使用「殘疾人士身份」個人八達通繳付車資，均可享有每程$2.0或半價（以較低者為準）的票價優惠；12至64歲合資格殘疾人士使用「殘疾人士身份」個人八達通（包括「樂悠咭」），以及60至64歲香港居民使用「樂悠咭」繳付車資，均可享有每程$2.0或全費（以較低者為準）的票價優惠。 - 65歲或以上長者如使用長者或一般個人八達通繳付車資，則只可享有半價優惠；12至64歲合資格殘疾人士如不使用「殘疾人士身份」個人八達通，以及60至64歲人士如不使用「樂悠咭」繳付車資，必須繳付全費。 - 乘客可以現金或八達通於上車時付款，不設找續。 - 每位成人乘客可免費攜帶最多兩名4歲以下而不佔座位的兒童乘客乘車，超額之4歲以下小童必須繳付小童車費乘車。 - 持有「九巴月票」之乘客在車票有效期內，每日可享最多10程任何九龍巴士及龍運巴士路線（包括本路線，以及聯營路線的九龍巴士／龍運巴士提供的班次；惟乘搭機場「A」及「NA」線則可享原價二七折優惠（不會計算每天10次合資格車程））；而B1線則每日可享最多各2程（不會計算每天10次合資格車程）。 - 九龍巴士、城巴、龍運巴士及陽光巴士全職員工及家屬（不包括外判職員）可免費乘搭本路線，惟必須拍職員或職員家屬八達通。 - 乘客亦可透過多元化電子支付系統（e度嘟）繳付車資，包括使用非接觸式VISA卡、JCB卡、萬事達卡、銀聯卡、美國運通、大來國際、Discover Card、Apple Pay、Google Pay、Samsung Pay、AlipayHK「易乘碼」、支付寶、WeChatHK／微信支付「搭車碼」、銀聯雲閃付「乘車碼」及BOC Pay「乘車碼」。乘客使用此付款方式，使用此支付方式的乘客可享有中途下車之分段收費，以及與其他九巴／龍運獨營路線或聯營線九巴／龍運班次之轉乘優惠，惟不適用於與非九巴／龍運路線之轉乘優惠，亦不能享有「公共交通費用補貼計劃」及「長者及合資格殘疾人士公共交通票價優惠計劃」。 |

## 行車路線
269R
經：暢運道、柯士甸道、柯士甸道西、連翔道、西九龍公路、青葵公路、長青隧道、長青公路、青衣西北交匯處、青朗公路、元朗公路、博愛交匯處、青山公路（元朗段、屏山段）、朗天路、唐人新村交匯處、朗天路、天福路、天耀路、天湖路及天瑞路。
65R
經：匯民道、佐敦道、連翔道、西九龍公路、青葵公路、長青隧道、長青公路、青衣西北交匯處、青朗公路、支路、錦田公路、迴旋處、錦田公路、凹頭交匯處、青山公路（元朗段、屏山段）、朗天路、唐人新村交匯處、朗天路、天福路、天城路、天龍路、天葵路、濕地公園路及天瑞路。

### 沿線車站

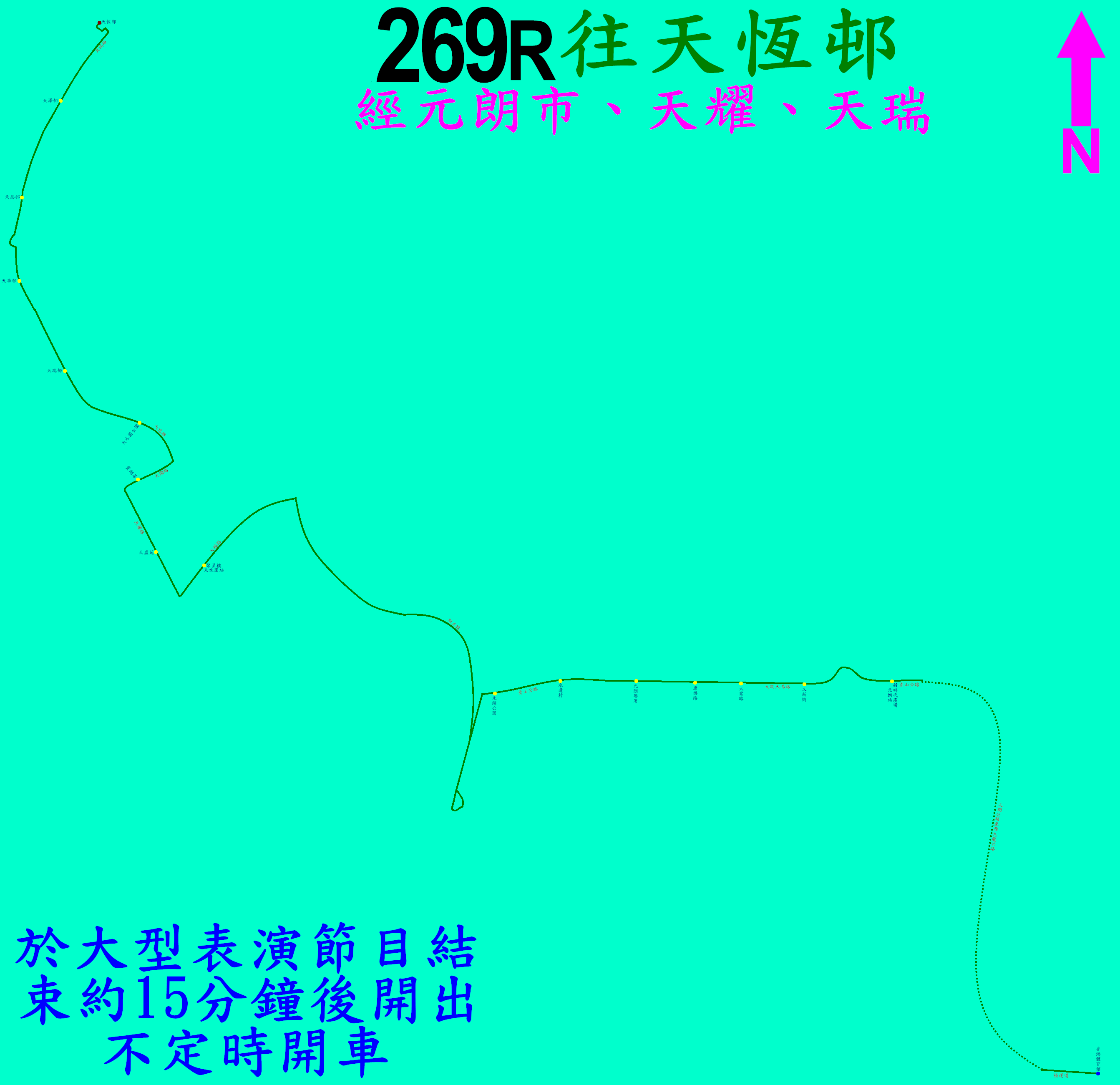
269R線的走線圖

269R
| 1                              | 香港體育館     | 暢運道               |
| 西九龍公路至大欖隧道           |                |                      |
| 2                              | 大欖隧道       | 大欖隧道轉車站       |
| 青朗公路、 元朗公路            |                |                      |
| 3                              | 形點 I         | 青山公路－元朗段     |
| 4                              | 又新街(S2)     | 青山公路－元朗段     |
| 5                              | 大棠路(S7)     | 青山公路－元朗段     |
| 6                              | 康樂路(S10)    | 青山公路－元朗段     |
| 7                              | 元朗警署(S12)  | 青山公路－元朗段     |
| 8                              | 水邊村         | 青山公路－屏山段     |
| 9                              | 元朗公園       | 青山公路－屏山段     |
| 朗天路、唐人新村交匯處、朗天路 |                |                      |
| 10                             | 聚星樓         | 天福路               |
| 11                             | 天盛苑         | 天耀路               |
| 12                             | 賞湖居         | 天湖路               |
| 13                             | 天水圍公園     | 天瑞路               |
| 14                             | 天瑞邨         | 天瑞路               |
| 15                             | 天華邨         | 天瑞路               |
| 16                             | 天恩邨         | 天瑞路               |
| 17                             | 天澤邨         | 天瑞路               |
| 18                             | 天恆邨巴士總站 | 天恆邨公共運輸交匯處 |

65R
| 1                    | 匯民道          | 匯民道           |
| 西九龍公路至大欖隧道 |                 |                  |
| 2                    | 大欖隧道        | 大欖隧道轉車站   |
| 青朗公路             |                 |                  |
| 3                    | 高埔村          | 錦田公路         |
| 4                    | 下高埔村        | 錦田公路         |
| 5                    | 凹頭            | 錦田公路         |
| 6                    | 東成里          | 青山公路—元朗段  |
| 7                    | 楊屋村          | 青山公路—元朗段  |
| 8                    | 形點 I          | 青山公路—元朗段  |
| 9                    | 又新街（S4）    | 青山公路—元朗段  |
| 10                   | 大棠路（S7）    | 青山公路—元朗段  |
| 11                   | 康樂路（S10）   | 青山公路—元朗段  |
| 12                   | 元朗警署（S14） | 青山公路—元朗段  |
| 13                   | 水邊村          | 青山公路－屏山段 |
| 14                   | 元朗公園        | 青山公路－屏山段 |
| 15                   | 天耀邨耀豐樓    | 天城路           |
| 16                   | 景湖居          | 天龍路           |
| 17                   | 麗湖居          | 天葵路           |
| 18                   | 天晴邨晴雲樓    | 天葵路           |
| 19                   | 慧景軒          | 天葵路           |
| 20                   | 香港濕地公園    | 濕地公園路       |
| 21                   | 天逸邨逸潭樓    | 天瑞路           |
| 22                   | 天富苑欣富閣    | 天瑞路           |
| 23                   | 天頌苑          | 天瑞路           |
| 24                   | 天瑞巴士總站    | 天瑞巴士總站     |